# Kirazdere
Le fleuve côtier Kirazdere est un cours d'eau en Turquie, dans la province de Kocaeli. Son cours est coupé par le barrage de Kirazdere, ayant permis la création d'un lac artificiel pour l'alimentation en eau potable des environs. Il se jette dans la Mer de Marmara, au fond du Golfe d'İzmit, après un parcours d'une douzaine de kilomètres au sortir du barrage.